# Facultad de Ciencias Aplicadas de Vorarlberg

La Facultad de Ciencias Aplicadas de Vorarlberg, situada en la ciudad de Dornbirn, Austria, es una institución pública del sector postsecundario a nivel universitario. Sus empleados crean y transmiten conocimientos y competencias en el estudio, la investigación y la formación continua. En los campos de la economía, la tecnología, el diseño, así como en ciencias sociales y de salud, los programas de licenciatura y máster se ofrecen como formas de estudio a tiempo completo y a tiempo parcial y como un modelo dual.

## Programas de Estudio
La Universidad de Ciencias Aplicadas de Vorarlberg ofrece actualmente los siguientes cursos de estudio:

### Licenciatura
Duración: 6 semestres

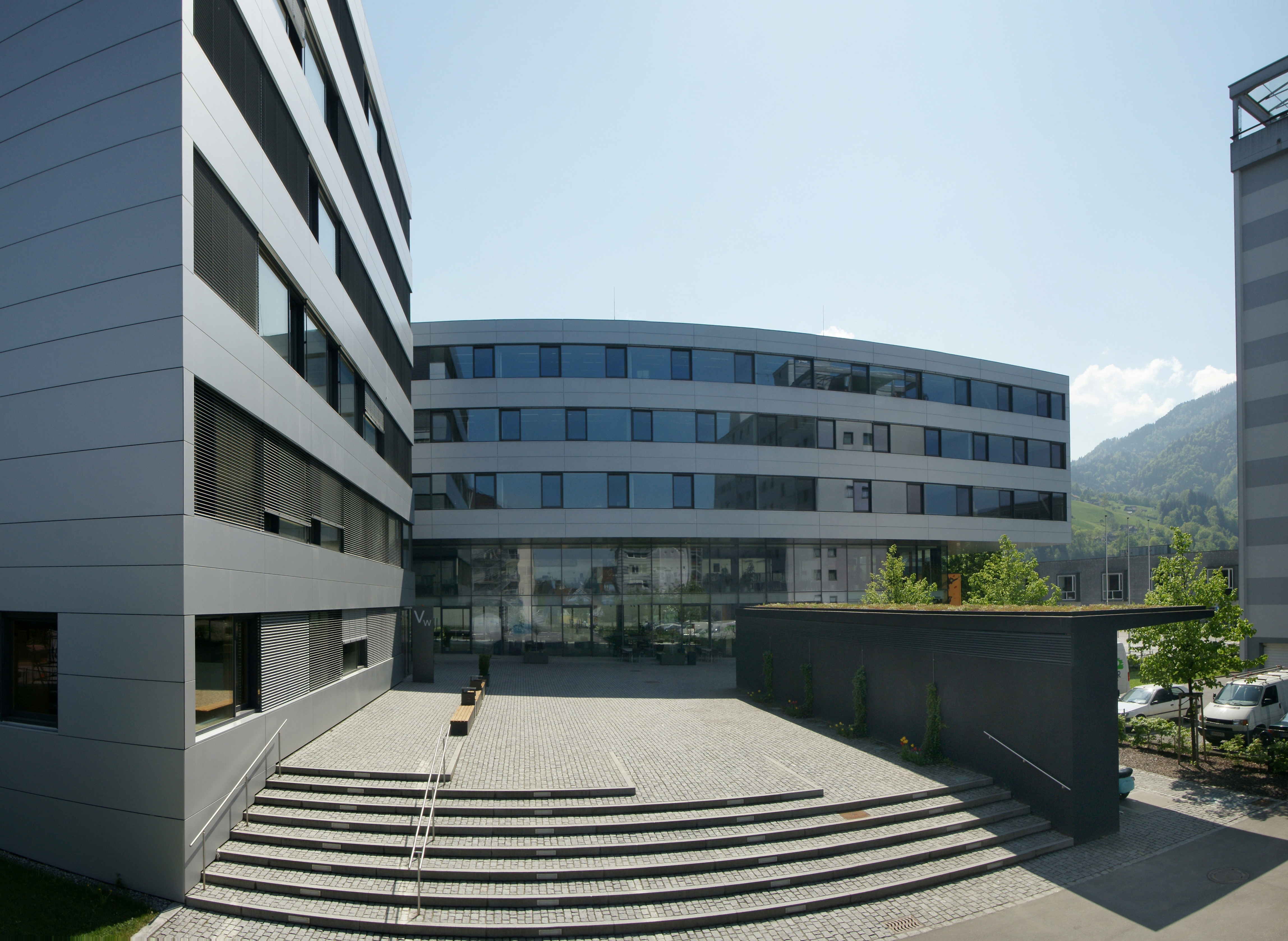

- Administración Internacional de Empresas (a tiempo completo y a tiempo parcial)
- Ingeniería Eléctrica Dual
- Informática - Ingeniería del Software y de Información
- Informática - Innovación Digital
- Mecatrónica - Ingeniería Mecánica
- Mecatrónica (a tiempo completo y a tiempo parcial)
- Ingeniería Industrial (a tiempo parcial)
- InterMedia
- Trabajo Social (a tiempo completo y a tiempo parcial)
- Asistencia Médica y Enfermería (tiempo completo)

### Maestría
Duración: 4 semestres
- Estudios de maestría en Administración de Empresas (a tiempo parcial):
  - Gestión de Procesos de Negocio
  - Contabilidad, Controlling y Finanzas
  - Marketing y Ventas Internacionales
  - Recursos Humanos y Organización
- Máster en Gestión Internacional y Leadership (a tiempo parcial)
- Máster en Mecatrónica
- Máster en Tecnología Energética y Economía Energética (a tiempo parcial)
- Máster en Ciencias de Computación
- Máster en InterMedia (a tiempo parcial)
- Máster en Trabajo Social (a tiempo parcial)
  - Trabajo Social Intercultural
  - Trabajo Social Clínico[1]

## Investigación
La Universidad de Ciencias Aplicadas de Vorarlberg es una de las universidades de ciencias aplicadas más activas en investigación de Austria. La investigación aplicada y el desarrollo experimental se llevan a cabo principalmente en cooperación con empresas y organizaciones regionales, así como con socios internacionales de cooperación científica.
Existen 6 centros de investigación: 
- Fábrica Digital Vorarlberg
- Energía
- Microtecnología
- Tecnologías centradas en el usuario
- Ingeniería de procesos y productos
- Ciencias sociales y económicas[2]